# 第72屆柏林影展
第72屆柏林影展（德語：72. Internationalen Filmfestspiele Berlin）於2022年2月10日至2月20日在德國柏林舉辦，由於嚴重特殊傳染性肺炎疫情，本屆影展雖然將實體放映電影，不過市場展將全面線上進行。美籍印度裔導演M·奈·沙馬蘭將擔任評審團主席，法國導演法蘭索瓦·歐容執導的《淚比死更冷》則獲選為影展開幕片。

## 評審團

### 正式競賽
- M·奈·沙馬蘭：導演。（評審團主席）
- ／ 凱里·阿努茲：導演。
- ／ 薩伊德·本·薩伊德（法语：Saïd Ben Saïd）：電影監製。
- 安娜·柔荷拉·貝拉賀（德语：Anne Zohra Berrached）：導演。
- 特西提·丹加倫芭（英语：Tsitsi Dangarembga）：作家。
- 濱口龍介：導演。
- ／ 康妮·尼爾森：演員。

### 邂逅
- 基亞拉·馬拉農：串流媒體MUBI內容總監。
- 班·里弗斯（英语：Ben Rivers）：藝術家、電影製作人。
- 席爾萬·楚舍（德语：Silvan Zürcher）：導演、編劇、製片人。

### 短片競賽
- 羅莎·巴巴（英语：Rosa Barba）：藝術家、電影製作人。
- 帕亞爾·卡帕迪亞：電影導演。
- 萊因哈德·W·沃爾夫：電影與媒體藝術策展人、作家。

### 泰迪熊獎
- 法麗達·巴達莫西：電影策展人。
- 喬安娜·奧斯特羅斯卡（波兰语：Joanna Ostrowska）：歷史學家、影評人。
- 佩佩·魯伊洛巴：策展人、評論家。
- 羅伯特·穆薩：蘇拉電影節創始人、導演。

### 新世代
青年單元
- 丹妮拉·卡亞斯（西班牙语：Daniela Cajías）：攝影指導。
- 尼古拉·瓊斯：Goldener Spatz常務董事。
- 薩繆爾·基希：導演、編劇、剪輯。

兒童單元
- 保羅·貝爾托林：影評、策展人、監製。
- ／ 魯比卡·沙阿：導演。
- 戴許·蕭（英语：Dash Shaw）：漫畫家、藝術家、動畫師。

### GWFF最佳首部長片獎
- 蓋亞·富勒爾：威尼斯影展威尼斯日（英语：Venice Days）單元藝術總監。
- 維牧希賈·亞孫達拉（英语：Vimukthi Jayasundara）：導演。
- 夏哈芭努·薩戴特（英语：Shahrbanoo Sadat）：導演。

### 柏林紀錄片獎
- 王兵：導演。
- 拉娜·艾德：音效剪輯師。
- 蘇珊娜·舒勒（德语：Susanne Schüle）：攝影指導。

## 官方單元

### 正式競賽
以下電影被選定為競賽片，並依首映日期排序，可角逐金熊獎和銀熊獎：
| 片名                      | 原文片名                                | 導演                   | 出品國                 |
| ------------------------- | --------------------------------------- | ---------------------- | ---------------------- |
| 《淚比死更冷》‡（開幕片） | Peter von Kant                          | 法蘭索瓦·歐容          | 法國                   |
| 《荒墨生存法則》*         | Robe of Gems                            | 娜塔莉亞·洛佩茲·加拉多 | 墨西哥、 阿根廷、 美国 |
| 《線》                    | La ligne                                | 烏蘇拉·梅耶            | 瑞士、 法國、 比利时   |
| 《情聖沒有淡季》          | Rimini                                  | 伍瑞克·賽德爾          | 奥地利、 法國、 德国   |
| 《一切安好》              | Everything Will Be Ok                   | 潘禮德                 | 法國、 柬埔寨          |
| 《娜娜：逝水年華》        | Nana                                    | 卡蜜拉·安迪尼          | 印度尼西亞             |
| 《控告小布希》            | Rabiye Kurnaz gegen George W. Bush      | 安卓·爵森              | 德国、 法國            |
| 《愛我還是愛他》          | Avec amour et acharnement               | 克萊兒·德尼            | 法國                   |
| 《隱入塵煙》              | 《隱入塵煙》                            | 李睿珺                 | 中国                   |
| 《拼音戀習曲》            | AEIOU - Das schnelle Alphabet der Liebe | 妮可萊特·克雷畢茲      | 德国、 法國            |
| 《就在今夜》              | Les passagers de la nuit                | 米夏埃爾·艾斯          | 法國                   |
| 《墮胎熱線》              | Call Jane                               | 菲利斯·納吉            | 美国                   |
| 《愛別四季》              | Drii Winter                             | 麥克·科赫              | 瑞士、 德国            |
| 《這一年，這一夜》        | Un año, una noche                       | 伊薩基·拉奎斯塔        | 西班牙、 法國          |
| 《性愛戒斷夏令營》        | Un été comme ça                         | 德尼·柯特              | 加拿大                 |
| 《桃子樹的最後豐收》      | Alcarràs                                | 卡拉·西蒙              | 西班牙、 義大利        |
| 《告別萊奧諾拉》          | Leonora addio                           | 保羅·塔維亞尼          | 義大利                 |
| 《小說家的電影》          | 소설가의 영화                           | 洪常秀                 |                        |

* 表示為導演首部長片，可角逐最佳處女作獎。
‡ 表示為LGBT題材電影，可角逐泰迪熊獎。

### 邂逅
以下電影被選進邂逅單元，並依首映日期排序，可角逐該單元最佳影片、最佳導演及評審團特別獎：
| 片名                        | 原文片名                   | 導演                                | 出品國                      |
| --------------------------- | -------------------------- | ----------------------------------- | --------------------------- |
| 《父親節》                  | Father's Day               | 基武·魯霍拉霍薩                     | 卢旺达                      |
| 《高達與高列斯坦的29封信》Ⓓ | À vendredi, Robinson       | 米特拉·法拉哈尼                     | 法國、 瑞士、 伊朗、 黎巴嫩 |
| 《變通美食家》              | Flux Gourmet               | 彼得·斯柴克蘭                       | 英国、 美国、 匈牙利        |
| 《母親之死》                | Zum Tod meiner Mutter      | 潔西卡·克魯馬克                     | 德国                        |
| 《昏迷》                    | Coma                       | 貝特朗·波尼洛                       | 法國                        |
| 《太陽》*                   | Sonne                      | 考德溫·阿尤                         | 奥地利                      |
| 《無處不是兄弟》            | Брат во всем               | 亞歷山大·佐洛圖金                   | 俄羅斯                      |
| 《穆欽巴赫》Ⓓ               | Mutzenbacher               | 露絲·貝克爾曼                       | 奥地利                      |
| 《惠子的凝視》              | 目を澄ませて               | 三宅唱                              | 日本、 法國                 |
| 《美國日記》Ⓓ               | Journal d'Amérique         | 阿諾·德斯帕里勒斯                   | 法國                        |
| 《愛的小套餐》              | A Little Love Package      | 加斯頓·索爾尼基                     | 奥地利、 阿根廷             |
| 《瑞士鐘錶師》              | Unrueh                     | 西里爾·舒布林                       | 瑞士                        |
| 《城市與城市》              | Η πόλη και η πόλη          | 西拉斯·佐美卡斯 克里斯多斯·巴薩里斯 | 希腊                        |
| 《清朝皇后》‡               | Queens of the Qing Dynasty | 阿什利·麥堅時                       | 加拿大                      |
| 《公理》                    | Axiom                      | 瓊斯·榮松                           | 德国                        |

* 表示為導演首部長片，可角逐最佳處女作獎。
Ⓓ 表示為紀錄片，可角逐柏林紀錄片獎。
‡ 表示為LGBT題材電影，可角逐泰迪熊獎。

### 短片競賽
以下電影被選定為競賽片，可角逐最佳短片金熊獎和最佳短片銀熊獎：
| 片名                   | 原文片名                          | 導演                        | 出品國                 |
| ---------------------- | --------------------------------- | --------------------------- | ---------------------- |
| 《農業物流》           | Agrilogistics                     | 傑拉德·奧爾丁·卡斯特爾維    | 英国                   |
| 《東線的記憶》         | Amintiri de pe Frontul de Est     | 拉杜·裘德 阿德里安·喬弗蘭克 | 羅馬尼亞               |
| 《外面在下雨蛙》       | Ampangabagat Nin Talakba Ha Likol | 瑪麗亞·埃斯特拉·派索        | 菲律賓                 |
| 《半島上的鳥》         | Bird in the Peninsula             | 和田淳                      | 法國、 日本            |
| 《弗拉維奧》           | By Flávio                         | 佩德羅·卡貝萊拉             | 葡萄牙、 法國          |
| 《越來越遠》           | Chhngai Dach Alai                 | Polen Ly                    | 柬埔寨                 |
| 《裙裝錯誤》           | Dirndlschuld                      | Wilbirg Brainin-Donnenberg  | 奥地利                 |
| 《四夜》               | Four Nights                       | 迪帕克·朗尼亞               | 美国、 墨西哥、 尼泊尔 |
| 《女主角》             | Heroínas                          | 瑪麗娜·埃雷拉               | 秘魯                   |
| 《2個小號的故事》      | Histoire pour 2 Trompettes        | 阿曼達·邁耶                 | 法國                   |
| 《存在之家》           | Jon-Jae-Ui Jib                    | Joung Yumi                  |                        |
| 《踢雲》               | Kicking the Clouds                | 斯凱·霍平卡                 | 美国                   |
| 《週日的早晨》         | Manhã de Domingo                  | 布魯諾·里貝羅               | 巴西                   |
| 《火星尊貴》           | Mars Exalté                       | 吉恩-塞巴斯蒂安·沙文        | 法國                   |
| 《撤退》               | Retreat                           | 安娜貝拉·安傑洛夫斯卡       | 德国                   |
| 《星星的播種者》       | El sembrador de estrellas         | 洛伊絲·帕蒂諾               | 西班牙                 |
| 《和》                 | Soum                              | 愛麗絲·布萊戈               | 法國                   |
| 《明星混蛋》           | Starfuckers                       | 安東尼歐·馬齊亞萊           | 美国                   |
| 《陷阱》               | Trap                              | 阿納斯塔西婭·韋伯           | 俄羅斯、 立陶宛        |
| 《我的父母會來看我嗎》 | Will My Parents Come to See Me    | 莫·哈拉維                   | 德国、 奥地利、        |

### 電影大觀
以下電影被選為該單元：
| 片名                        | 原文片名                      | 導演                               | 出品國                                      |
| --------------------------- | ----------------------------- | ---------------------------------- | ------------------------------------------- |
| 《跟我走吧》‡（開幕片）     | Viens je t'emmène             | 阿蘭·吉侯迪                        | 法國                                        |
| 《愛、馬克和死亡》Ⓓ ‡       | Aşk, Mark ve Ölüm             | 傑姆·卡亞                          | 德国                                        |
| 《幸福》                    | Baqyt                         | 阿斯卡爾·烏扎巴耶夫                |                                             |
| 《膽小鬼》‡                 | Berdreymi                     | 葛孟杜·艾拿·葛蒙森                 | 冰島、 丹麦、 瑞典、 荷蘭、 捷克            |
| 《貝蒂娜》Ⓓ                 | Bettina                       | 盧茨·佩內特                        | 德国                                        |
| 《五隻狼》*                 | Cinco lobitos                 | 阿勞達·魯伊斯·德·阿蘇阿            | 西班牙                                      |
| 《關心的公民》‡             | Concerned Citizen             | Idan Haguel                        | 以色列                                      |
| 《一個女性》                | Una femmina                   | 法蘭切斯科·葛斯塔比爾              | 義大利                                      |
| 《篝火》*‡                  | Fogaréu                       | 弗拉維婭·內維斯                    | 巴西、 法國                                 |
| 《偉大的演員》              | Grand Jeté                    | 伊莎貝拉·斯蒂沃                    | 德国                                        |
| 《工人階級英雄》            | Heroji radničke klase         | 米洛斯·普西奇                      | 塞爾維亞                                    |
| 《如果它會燃燒》*           | Kdyby radši hořelo            | 亞當·科羅曼·里班斯基               | 捷克                                        |
| 《沒有簡單的回家路》*Ⓓ      | No Simple Way Home            | 阿庫爾·德·馬比奧爾                 | 、 南蘇丹、 南非                            |
| 《不掉頭》Ⓓ                 | No U-Turn                     | Ike Nnaebue                        | 奈及利亞、 南非、 法國、 德国               |
| 《遠北空寂寥寥》            | El norte sobre el vacío       | 亞歷杭德拉·馬奎斯                  | 墨西哥                                      |
| 《24個產品》*               | Produkty 24                   | 麥可·鮑羅丁                        | 俄羅斯、 斯洛維尼亞、 土耳其                |
| 《所有人都在談論天氣》*     | Alle reden übers Wetter       | 安妮卡·蘋絲克                      | 德国                                        |
| 《穿著同樣內衣的兩位女子》* | 같은 속옷을 입는 두 여자      | 金世仁                             |                                             |
| 《洗腦：性愛相機的力量》Ⓓ‡  | Brainwashed: Sex-Camera-Power | 尼娜·門克斯                        | 美国                                        |
| 《搖擺前行》‡               | Calcinculo                    | 基亞拉·貝洛西                      | 義大利、 瑞士                               |
| 《夢牆》Ⓓ‡                  | Dreaming Walls                | 阿梅莉·范·埃爾姆特 瑪雅·杜維爾迪爾 | 比利时、 法國、 美国、 荷蘭、 瑞典          |
| 《克朗代克》                | Клондайк                      | 瑪麗娜·戈巴赫                      | 乌克兰、 土耳其                             |
| 《等一首情歌》*‡            | A Love Song                   | 馬克斯·沃克-西爾弗曼               | 美国                                        |
| 《緬甸日記》Ⓓ               | Myanmar Diaries               | 緬甸電影協會                       | 荷蘭、 緬甸、 挪威                          |
| 《以我的名義》Ⓓ‡            | Nel mio nome                  | 尼科洛·巴塞蒂                      | 義大利                                      |
| 《耐莉與納丁》Ⓓ‡            | Nelly & Nadine                | 馬格努斯·格滕                      | 瑞典、 比利时、 挪威                        |
| 《我們學生！》*Ⓓ            | Nous, étudiants !             | 拉菲基·法里亞拉                    | 中非、 法國、 刚果民主共和国、 沙烏地阿拉伯 |
| 《直到明天》                | تا فردا                       | 阿里·阿斯嘉                        | 伊朗、 法國、                               |
| 《好消息》                  | Taurus                        | 提姆·薩頓                          | 美国                                        |

* 表示為導演首部長片，可角逐最佳處女作獎。
Ⓓ 表示為紀錄片，可角逐柏林紀錄片獎。
‡ 表示為LGBT題材電影，可角逐泰迪熊獎。

### 論壇
以下電影被選為該單元：
| 片名                                           | 原文片名                                                                 | 導演                                            | 出品國                       |
| ---------------------------------------------- | ------------------------------------------------------------------------ | ----------------------------------------------- | ---------------------------- |
| 《水之後》                                     | Afterwater                                                               | 戴恩·考姆連                                     | 德国、 西班牙、 塞爾維亞     |
| 《詩人》                                       | Akyn                                                                     | 達倫讚·奧米爾巴耶夫                             |                              |
| 《我用夏天比擬你》*                            | Bashtaalak sa'at                                                         | 穆罕默德·沙夫基·哈桑                            | 埃及、 黎巴嫩、 德国         |
| 《偽裝》Ⓓ                                      | Camuflaje                                                                | 喬納森·佩雷爾                                   | 阿根廷                       |
| 《這間房子》*                                  | Cette maison                                                             | 米麗安·查爾斯                                   | 加拿大                       |
| 《中世紀》                                     | La edad media                                                            | 阿萊霍·莫吉良斯基 露西安娜·阿庫尼亞             | 阿根廷                       |
| 《國家與我》                                   | L'état et moi                                                            | 馬克斯·林茲                                     | 德国                         |
| 《歐羅巴》                                     | Europe                                                                   | 菲爾·謝夫納                                     | 德国、 法國                  |
| 《含花》                                       | Une fleur à la bouche                                                    | 艾瑞克·波德萊爾                                 | 法國、 德国、                |
| 《為了民眾：維也納勞工局》Ⓓ                    | Für die Vielen – Die Arbeiterkammer Wien                                 | 科斯坦丁·武爾夫                                 | 奥地利                       |
| 《偏僻地理學》Ⓓ                                | Geographies of Solitude                                                  | 傑奎琳·米斯                                     | 加拿大                       |
| 《哈珀彗星》                                   | Happer’s Comet                                                           | 泰勒·陶米納                                     | 美国                         |
| 《錯落斑駁的》Ⓓ                                | 《錯落斑駁的》Ⓓ                                                          | 鄭陸心源                                        | 瑞士、 奥地利                |
| 《燃燒的乾地》                                 | Mato seco em chamas                                                      | 阿迪爾利·奎羅斯 喬安娜·皮門塔                   | 巴西、 葡萄牙                |
| 《記憶淨土》                                   | Miền ký ức                                                               | 布伊·基姆·奎                                    | 越南、 德国                  |
| 《我的兩種聲音》Ⓓ                              | Mis dos voces                                                            | 琳娜·羅德里奎                                   | 加拿大                       |
| 《暑日寒夜》                                   | 낮에는 덥고 밤에는 춥고                                                  | 朴成烈                                          |                              |
| 《我們沒有迷失方向》                           | Nie zgubiliśmy drogi                                                     | 安卡·薩斯納爾 威廉姆·薩奈爾                     | 波蘭                         |
| 《核心家庭》Ⓓ                                  | Nuclear Family                                                           | 艾琳·威爾克森 崔維斯·威克爾森                   | 美国、 新加坡                |
| 《倒帶播放》Ⓓ                                  | Rewind and Play                                                          | 阿蘭·高米斯                                     | 德国、 法國                  |
| 《斯卡拉》*Ⓓ                                   | Scala                                                                    | 阿南塔·提塔那                                   | 泰國                         |
| 《超自然》*Ⓓ                                   | Super Natural                                                            | 豪爾赫·雅可美                                   | 葡萄牙                       |
| 《驚心之地》Ⓓ                                  | Terra que marca                                                          | 勞爾·多明格斯                                   | 葡萄牙                       |
| 《三頭悲傷的老虎》                             | Três tigres tristes                                                      | 古斯塔沃·維納格                                 | 巴西                         |
| 《三重奏》                                     | O trio em mi bemol                                                       | 麗塔·阿澤維多·戈梅斯                            | 葡萄牙、 西班牙              |
| 《美利堅合眾國》Ⓓ                              | The United States of America                                             | 詹姆斯·班寧                                     | 美国                         |
| 《老兵》                                       | El veterano                                                              | 杰羅姆·羅德里格斯                               | 智利                         |
| 論壇擴展                                       |                                                                          |                                                 |                              |
| 《惡魔峰》                                     | Devil’s Peak                                                             | 廖沛毅                                          | 美国                         |
| 《天后》                                       | Diva                                                                     | 尼古拉斯·西林斯                                 | 瑞士                         |
| 《火災緊急情況》                               | Fire Emergencies                                                         | 凱文·艾佛森                                     | 美国                         |
| 《凝視……看不見》                               | Gazing... Unseeing                                                       | 穆罕默德·阿卜杜勒卡里姆                         | 荷蘭、 埃及                  |
| 《當你回家時》                                 | Home When You Return                                                     | 卡爾·埃爾塞瑟                                   | 美国                         |
| 《垂涎又三尺》                                 | If from Every Tongue It Drips                                            | 夏琳·班波亞特                                   | 加拿大、 英国、 斯里蘭卡     |
| 《如果革命是一種病》                           | If Revolution Is a Sickness                                              | 黛安·塞維林·阮                                  | 美国、 波蘭                  |
| 《即時生活》                                   | Instant Life                                                             | 安亞·多尼登 胡安·大衛·岡薩雷斯-蒙羅伊 安德魯·金 | 德国                         |
| 《囚鳥坐上孔雀椅》                             | Jail Bird in a Peacock Chair                                             | 詹姆斯·格雷戈里·阿特金森                        | 德国、 美国                  |
| 《記住》                                       | Kumbuka                                                                  | 佩特納·恩達利科·卡東多洛                        | 美国、 荷蘭、 刚果民主共和国 |
| 《裝配工》                                     | Majmouan                                                                 | 穆罕默德雷扎·法扎德                             | 伊朗、 波蘭                  |
| 《穆內奧》                                     | Moune Ô                                                                  | 馬克西姆·吉恩-巴蒂斯特                          | 比利时                       |
| 《我的家》                                     | Mun koti                                                                 | 阿扎爾·賽亞爾                                   | 芬兰                         |
| 《嘟囔》                                       | MU/T/T/ER                                                                | 埃絲特·康多·海勒                                | 英国                         |
| 《龍牙》                                       | O dente do dragão                                                        | 拉斐爾·卡斯塔涅拉·帕羅德                        | 巴西                         |
| 《一大袋》                                     | One Big Bag                                                              | 艾蜜莉·羅伊斯頓                                 | 美国、 英国                  |
| 《寄生蟲家族》                                 | Parasite Family                                                          | 普拉帕特·吉瓦朗山                               | 泰國                         |
| 《一切都好》                                   | Sab changa si                                                            | 特蕾莎·布拉格斯                                 | 印度                         |
| 《茶中的溶膠》                                 | Sol in the Dark                                                          | 馬維娜·耶胡埃西                                 | 法國                         |
| 《幾天下的太陽》                               | Sonne Unter Tage                                                         | 瑪瑞克·貝爾尼恩 艾力克斯·格博萊特               | 德国                         |
| 《表面儀式》                                   | Surface Rites                                                            | 帕拉斯托·阿努沙普爾 法拉茲·阿努沙普爾 萊恩·費科 | 加拿大                       |
| 《對比》                                       | vs                                                                       | 莉迪亞·恩西亞赫                                 | 奥地利                       |
| 《雅羅卡梅納》                                 | Yarokamena                                                               | 安德魯·胡拉多                                   | 哥伦比亚、 葡萄牙            |
| 特別展映                                       |                                                                          |                                                 |                              |
| 《白沙水晶狐狸》                               | White Sands Crystal Foxes                                                | 莉茲·羅森費爾德                                 | 德国                         |
| 《我的鞋盡是你的星辰》                         | All of Your Stars Are but Dust on My Shoes                               | 海格·艾瓦茲安                                   | 黎巴嫩                       |
| 《黑美人：對於薩滿電影》                       | Black Beauty: For a Shamanic Cinema                                      | 葛莉絲·恩迪里圖                                 | 英国、 比利时、 西班牙       |
| 《給那些不會溺水的人》                         | Jole Dobe Na                                                             | 納伊姆·莫海門                                   | 印度、 美国、 日本、 瑞典    |
| 《電影院項目》                                 | Das Kino Projekt                                                         | 西斯卡                                          | 德国                         |
| 《燈光》                                       | The Lighting                                                             | 致穎                                            | 德国、 臺灣、 多哥           |
| 《醫學與巫術》                                 | Medicine and Magic                                                       | 瑟芝·卡德漢                                     | 加拿大                       |
| 《白色面具下》                                 | Onder het witte masker: de film die Haesaerts had kunnen maken           | 馬蒂亞斯·德·葛洛夫                              | 比利时                       |
| 《路徑是由步行形成的》                         | Se hace camino al andar                                                  | 寶拉·蓋坦                                       | 巴西                         |
| 《太極拳》                                     | Shadowboxing                                                             | 阿卜迪·奧斯曼                                   | 加拿大                       |
| 《襯衫之歌》                                   | The Song of the Shirt                                                    | 克斯汀·薛丁格                                   | 德国                         |
| 《聲音和貝殼》                                 | Voices and Shells                                                        | 瑪雅·施韋澤                                     | 德国                         |
| 《喚醒》                                       | The Wake                                                                 | 生與死合奏                                      | 海地、 法國、 英国           |
| 《扎馬扎馬項目》                               | The Zama Zama Project                                                    | 羅莎琳德·C·莫里斯                               | 美国、 南非、 加拿大         |
| 《錄像機的選擇》                               | VCR’s Choice                                                             | 查爾頓·迪亞茲                                   | 加拿大                       |
| 《身體裡的風只是來訪，你的呼吸很快就會是雷聲》 | The Wind in Your Body Is Only Visiting, Your Breath Will Soon Be Thunder | 帕拉維·保羅                                     | 印度、 德国                  |

* 表示為導演首部長片，可角逐最佳處女作獎。
Ⓓ 表示為紀錄片，可角逐柏林紀錄片獎。

### 特別展映
以下電影被選為該單元：
| 主展映                    | 主展映                                     | 主展映                  | 主展映               |
| 片名                      | 原文片名                                   | 導演                    | 出品國               |
| ------------------------- | ------------------------------------------ | ----------------------- | -------------------- |
| 《逆冰之行》              | Against the Ice                            | 彼得·弗里奇             | 冰島、 美国、 丹麦   |
| 《關於她的二三事》        | À propos de Joan                           | 洛朗·拉里維埃           | 法國、 德国、 爱尔兰 |
| 《孟買女帝》              | Gangubai Kathiawadi                        | 桑傑·里拉·班薩里        | 印度                 |
| 《祝你好運，里奧·格蘭德》 | Good Luck to You, Leo Grande               | 蘇菲·海德               | 英国                 |
| 《不可思議但千真萬確》    | Incroyable mais vrai                       | 昆汀·杜皮爾             | 法國、 比利时        |
| 《護照偽造者》            | Der Passfälscher                           | 瑪姬·裴倫               | 德国、 盧森堡        |
| 《黑眼鏡》                | Occhiali neri                              | 達利歐·阿基多           | 義大利、 法國        |
| 《誓不低頭》              | The Outfit                                 | 葛拉罕·摩爾             | 美国                 |
| 特別展映                  |                                            |                         |                      |
| 《愛與戰爭的1341幀》      | 1341 Framim Mehamatzlema Shel Micha Bar-Am | 冉·達                   | 以色列、 英国、 美国 |
| 《一個德國政黨》          | Eine deutsche Partei                       | 西門·布魯克納           | 德国                 |
| 《橡樹》                  | Le chêne                                   | 洛朗·夏邦尼爾 米歇·瑟杜 | 法國                 |
| 《巢穴》                  | Nest                                       | 西魯·帕瑪頌             | 丹麦、 冰島          |
| 《沒有什麼可以天長地久》  | Nothing Lasts Forever                      | 傑森·科恩               | 美国                 |
| 《北航站樓》              | Terminal norte                             | 露柯希亞·馬泰           | 阿根廷               |
| 《我知道這是真的》        | This Much I Know To Be True                | 安德魯·多明尼克         | 英国                 |

### 經典回顧
以下電影被選為該單元：
| 片名                          | 原文片名               | 導演               | 出品國       |
| 經典                          | 經典                   | 經典               | 經典         |
| ----------------------------- | ---------------------- | ------------------ | ------------ |
| 《兄弟們》（1929年）          | Brüder                 | 維爾納·霍赫包姆    | 德国         |
| 《羅馬媽媽》（1962年）        | Mamma Roma             | 皮耶·保羅·帕索里尼 | 義大利       |
| 《乾花》（1964年）            | 乾いた花               | 篠田正浩           | 日本         |
| 《失翼靈雀》（1969年/1990年） | Skřivánci na niti      | 伊利·曼佐          | 捷克斯洛伐克 |
| 《衝破黑暗谷》（1975年）      | Tommy                  | 肯·羅素            | 英国         |
| 《蘇州河》（2000年）          | 《蘇州河》（2000年）   | 婁燁               | 中国、 德国  |
| 《我們的音樂》（2004年）      | Notre Musique          | 尚盧·高達          | 瑞士、 法國  |
| 回顧                          |                        |                    |              |
| 《九十歲的美女》（1934年）    | Belle of the Nineties  | 李歐·麥卡瑞        | 美国         |
| 《緋聞之道》（1941年）        | Design for Scandal     | 諾曼·陶羅格        | 美国         |
| 《每天都是假日》（1937年）    | Every Day’s a Holiday  | A·愛德華·薩瑟蘭    | 美国         |
| 《游擊戀愛》（1938年）        | Four's a Crowd         | 麥可·寇蒂斯        | 美国         |
| 《進城》（1935年）            | Goin' to Town          | 亞歷山大·霍爾      | 美国         |
| 《去西部吧年輕人》（1936年）  | Go West, Young Man     | 亨利·哈撒韋        | 美国         |
| 《兩情相悅》（1935年）        | Hands Across the Table | 米切爾·萊森        | 美国         |
| 《租妻記》（1940年）          | Hired Wife             | 威廉·A·塞特        | 美国         |
| 《小報妙冤家》（1940年）      | His Girl Friday        | 霍華·霍克斯        | 美国         |
| 《我不是天使》（1933年）      | I'm No Angel           | 韋斯利·拉格爾斯    | 美国         |
| 《情海奇花》（1936年）        | Klondike Annie         | 拉烏爾·沃爾什      | 美国         |
| 《淑女之擇》（1934年）        | Lady by Choice         | 大衛·伯頓          | 美国         |
| 《諜網情鴦》（1941年）        | Mr. & Mrs. Smith       | 亞佛烈德·希區考克  | 美国         |
| 《我的小山雀》（1940年）      | My Little Chickadee    | 愛德華·F·克萊因    | 美国         |
| 《我的高德弗裏》（1936年）    | My Man Godfrey         | 格雷戈裏·拉·卡瓦   | 美国         |
| 《伊蓮妹妹》（1942年）        | My Sister Eileen       | 亞歷山大·霍爾      | 美国         |
| 《夜以繼夜》（1932年）        | Night After Night      | 阿奇·梅奧          | 美国         |
| 《丈夫的秘密》（1932年）      | No Man of Her Own      | 韋斯利·拉格爾斯    | 美国         |
| 《毫不神聖》（1937年）        | Nothing Sacred         | 威廉·惠曼          | 美国         |
| 《儂本多情》（1933年）        | She Done Him Wrong     | 羅威爾·謝爾曼      | 美国         |
| 《盼卿來信》（1942年）        | Take a Letter, Darling | 米切爾·萊森        | 美国         |
| 《如此戀愛》（1940年）        | This Thing Called Love | 亞歷山大·霍爾      | 美国         |
| 《你逃我也逃》（1942年）      | To Be or Not to Be     | 恩斯特·劉別謙      | 美国         |
| 《真情告白》（1937年）        | True Confession        | 韋斯利·拉格爾斯    | 美国         |
| 《二十世紀快車》（1934年）    | Twentieth Century      | 霍華·霍克斯        | 美国         |
| 《刁蠻公主》（1943年）        | What a Woman!          | 歐文·康明斯        | 美国         |
| 《女人們》（1939年）          | The Women              | 喬治·丘克          | 美国         |

## 獎項
以下為得獎名單：

### 正式競賽
- 金熊獎：《桃子樹的最後豐收》－ 卡拉·西蒙
- 評審團大獎銀熊獎：《小說家的電影》－ 洪常秀
- 評審團獎銀熊獎：《荒墨生存法則（法语：Robe of Gems）》－ 娜塔莉亞·洛佩茲·加拉多（德语：Natalia López）
- 最佳導演銀熊獎：克萊兒·德尼 － 《愛我還是愛他（德语：Avec amour et acharnement）》
- 最佳主角銀熊獎：梅特姆·卡普坦（德语：Meltem Kaptan） － 《控告小布希（德语：Rabiye Kurnaz gegen George W. Bush）》
- 最佳配角銀熊獎：勞拉·巴蘇基（英语：Laura Basuki） － 《娜娜：逝水年華（法语：Nana (film, 2022)）》
- 最佳劇本銀熊獎：萊拉·史蒂勒（德语：Laila Stieler） － 《控告小布希（德语：Rabiye Kurnaz gegen George W. Bush）》
- 傑出藝術貢獻銀熊獎：潘禮德、Sarit Mang（主題概念、執行） － 《一切安好（德语：Everything Will Be Ok）》
- 評審團特別提及獎：《愛別四季（德语：Drii Winter）》－ 麥克·科赫（英语：Michael Koch）

### 邂逅
- 最佳影片：《穆欽巴赫（德语：Mutzenbacher (Film)）》－ 露絲·貝克爾曼（英语：Ruth Beckermann）
- 最佳導演：西里爾·舒布林（德语：Cyril Schäublin） －《瑞士鐘錶師（德语：Unrueh）》
- 評審團特別獎：《高達與高列斯坦的29封信（德语：Bis Freitag, Robinson）》－ 米特拉·法拉哈尼（英语：Mitra Farahani）

### 短片競賽
- 最佳短片金熊獎（英语：Golden Bear for Best Short Film）：《陷阱》－ 阿納斯塔西婭·韋伯
- 最佳短片銀熊獎（英语：Silver Bear for Best Short Film）：《週日的早晨》－ 布魯諾·里貝羅
- 特別提及獎：《半島上的鳥》－ 和田淳
- 歐洲電影獎資格：《星星的播種者》－ 洛伊絲·帕蒂諾

### 特別獎
- 榮譽金熊獎：伊莎貝·雨蓓

### 費比西獎
- 正式競賽：《告別萊奧諾拉（義大利語：Leonora, addio!）》－ 保羅·塔維亞尼
- 邂逅：昏迷（法语：Coma (film, 2022)）－ 貝特朗·波尼洛
- 電影大觀：《貝蒂娜》－ 盧茨·佩內特
- 論壇：《超自然》－ 豪爾赫·雅可美

### 其他獎項
- 最佳首部長片：《太陽（德语：Sonne (2022)）》－ 考德溫·阿尤（德语：Kurdwin Ayub）
- 最佳紀錄片：《緬甸日記》－ 緬甸電影協會
- 最佳紀錄片特別提及：《不掉頭》－ Ike Nnaebue
- 天主教人道精神獎（英语：Prize of the Ecumenical Jury）：
  - 正式競賽：《這一年，這一夜（德语：Un año, una noche）》－ 伊薩基·拉奎斯塔（英语：Isaki Lacuesta）
  - 電影大觀：《克朗代克（德语：Klondike (2022)）》－ 瑪麗娜·戈巴赫
  - 論壇：《偏僻地理學》－ 傑奎琳·米斯
- 歐洲電影標誌獎：《膽小鬼》－ 葛孟杜·艾拿·葛蒙森（法语：Guðmundur Arnar Guðmundsson）
- 公會電影獎：《控告小布希（德语：Rabiye Kurnaz gegen George W. Bush）》－ 安卓·爵森
- 國際藝術與藝術電影聯合會藝術電影獎：
  - 電影大觀：《24個產品》－ 麥可·鮑羅丁
  - 論壇：《偏僻地理學》－ 傑奎琳·米斯
- 卡利加里電影獎：《偏僻地理學》－ 傑奎琳·米斯
- 和平電影獎：《一切都很好》－ 特蕾莎·布拉格斯
  - 特別提及：《歐羅巴》－ 菲利普·舍夫納
- 大赦國際電影獎：《緬甸日記》－ 緬甸電影協會
  - 特別提及：《我的小土地》艾瑪·川田
- 海納卡羅獎：拉斐爾·斯塔曼（攝影）－ 《暴力》
- 德國藝術電影院協會青年電影視角獎：《保持清醒》－ 傑米·西斯萊

### 泰迪熊獎
- 最佳影片：《三隻老虎》－ 古斯塔沃·維納格雷
- 最佳紀錄片：《阿莉絲》－ 克萊爾·韋斯科普夫（西班牙语：Clare Weiskopf）、尼古拉斯·范·赫默爾里克
- 最佳短片：《偉大的火星》－ 讓·塞巴斯蒂安·肖萬
- 評審團獎：《耐莉與納丁（德语：Nelly & Nadine）》－ 馬格努斯·格滕

### 電影大觀
觀眾票選獎－劇情片：
- 第一名：《幸福》－ 阿斯卡爾·烏扎巴耶夫
- 第二名：《克朗代克（德语：Klondike (2022)）》－ 瑪麗娜·戈巴赫
- 第三名：《篝火》－ 弗拉維婭·內維斯

觀眾票選獎－紀錄片：
- 第一名：《愛、馬克和死亡》－ 傑姆·卡亞（德语：Cem Kaya）
- 第二名：《以我的名義（德语：Nel mio nome）》－ 尼科洛·巴塞蒂
- 第三名：《緬甸日記》－ 緬甸電影協會

### 新世代
青年單元
- 最佳影片水晶熊獎：《阿莉絲》－ 克萊爾·韋斯科普夫（西班牙语：Clare Weiskopf）、尼古拉斯·范·赫默爾里克
- 特別提及：《保持清醒》－ 傑米·西斯萊
- 最佳短片水晶熊獎：《誕於大馬士革》－ 勞拉·瓦達
- 特別提及：《這沒東西看》－ 尼古拉斯·布切茲
- 國際評審團最佳影片：
  - 《善良的心》－ 奧利維亞·羅切特、杰拉德-簡·克拉斯
  - 《布局》－ 法哈特·沙裡波夫
- 國際評審團最佳短片：《再見杰羅姆！》－ 亞當·西拉德、加布里埃爾·塞爾內特、克洛伊·法爾
- 特別提及：
  - 《藍噪音》－ 西蒙·瑪麗亞·庫別納
  - 《蒂納什》－ 泰格·特雷拉

兒童單元
- 最佳影片水晶熊獎：《喜劇女王》－ 珊娜·倫肯
- 特別提及：《安靜的女孩》－ 柯姆·拜瑞德
- 最佳短片水晶熊獎：《無暇》－ 愛瑪·布蘭德霍斯特
- 特別提及：《盧斯與岩怪》－ 布里特·拉斯
- 國際評審團最佳影片：《安靜的女孩》－ 柯姆·拜瑞德
- 特別提及：《夏布》－ 夏米拉·拉斐拉（英语：Shamira Raphaela）
- 國際評審團最佳短片：《鹿（德语：Gavazn）》－ 哈迪·巴拜法爾
- 特別提及：《到溫哥華》－ 阿爾忒彌斯·阿納斯塔西亞杜

### 德國電影視角
- 最佳影片：《僅限女性》－ 麗巴娜·麗茲·約翰

## 外部連結
- 官方网站